# Cécile A. Holdban
Cécile A. Holdban, née le 26 juin 1974 à Stuttgart, est une poétesse, peintre et traductrice française de mère hongroise. Elle vit à Paris. Elle a reçu le Prix Yvan Goll en 2017.

## Biographie
Cécile A. Holdban est née le 26 juin 1974 à Stuttgart (R.F.A.). Elle est la compagne du traducteur et écrivain français Thierry Gillybœuf, et est mère de deux enfants, Héloïse (née en 2008) et Anna (née en 2012).
Elle grandit en France dans un environnement biculturel, son père est  français et sa mère hongroise. À l'adolescence, elle découvre les œuvres du poète Attila József. Elle décide à l’adolescence, de rejoindre, en Bavière, un internat destiné aux enfants de la diaspora hongroise. Elle entreprend des études de paysagiste, s’essaie aux Beaux-Arts, avant de suivre, pendant quatre ans, des études de linguistique (hongrois, finnois et quechua) à l’École des langues orientales. Elle effectue de nombreux voyages en Europe (Allemagne, Suède, Portugal, République tchèque, Roumanie, Espagne, etc.), en Amérique (Mexique, Équateur) et en Asie (Thaïlande, Inde). Elle devient libraire et poursuit parallèlement ses travaux d’écriture et de traduction, du hongrois et de l’anglais. Aujourd'hui, elle est rédactrice de la revue de poésie numérique "Ce qui reste".

## Œuvres
En 2012, elle publie son premier recueil, Ciel passager. Ce recueil rassemble une soixantaine de poèmes écrits en 2010 et 2011.
En 2013, elle publie un recueil de haïkus, Un nid dans les ronces (La Part commune).
En 2016, elle publie son troisième recueil, Poèmes d’après suivi de La Route du sel.
Elle traduit un choix de poèmes d’Attila József (Le mendiant de la beauté), des récits sportifs de Frigyes Karinthy (Tous sports confondus) et un ensemble de textes sur Venise de Dezső Kosztolányi (Venise). Elle a publié une anthologie de Sándor Weöres. En collaboration avec Thierry Gillybœuf, elle a traduit une anthologie des poèmes de Howard McCord (parution en 2019) et prépare une anthologie des poèmes d'Anne Sexton.
Depuis 2015, elle codirige la revue de poésie Ce qui reste, qui associe, sous forme de livret numérique, des textes inédits d'un auteur contemporain à l'œuvre originale d'un artiste.
En 2016, elle publie Une robe couleur de jour/Napszín Ruhában. En juin 2016, elle reçoit le prix A. Ribot lors du festival le Marché de la poésie qui se tient à Paris.
Elle a également publié poèmes, textes et traductions dans de nombreuses revues (Thauma, Europe, Paysages écrits, La femelle du requin, Terres de femmes, Recours au poème…).
En 2017, elle publie L'Été et Viens dans mon poème. Elle est aussi récompensée par le prix Yvan Goll, qu'elle partage avec Anne Malaprade. Le prix lui est décerné lors du festival du Marché de la poésie le 9 juin 2017. Le 10 juin 2017, elle reçoit le prix Calliope du Cénacle Européen de la Francophonie.
En 2019, elle publie un nouveau recueil chez Arfuyen, Toucher terre.

## Publications
- Ciel passager, poèmes, L’Échappée belle, 2012,  (ISBN 978-2-84418-270-8)
- Un nid dans les ronces, poèmes, La Part commune, 2013,  (ISBN 978-2-84418-270-8)
- Poèmes d’après suivi de La Route du sel, poèmes, Arfuyen, 2016, Prix Yvan Goll 2017 (ISBN 978-2-845-90231-2)
- Une robe couleur de jour, poèmes, aquarelles de Catherine Sourdillon, Editions de la Lune bleue, 2016
- Viens dans mon poème, poèmes, Le Petit Flou, 2017
- L'été, poèmes, illustrations de Bobi+Bobi, Al Manar, 2017  (ISBN 978-2-36426-085-6)
- Toucher terre, poèmes, Arfuyen, 2018  (ISBN 978-2-84590-275-6)
- Pierres et berceaux, poèmes, Potentille, 2021
- Osselets, poèmes, Le Cadran ligné, 2023  (ISBN 978-2-493603-00-5)
- Toutes ces choses qui font craquer la nuit, poèmes, Exopotamie, 2023
- Premières à éclairer la nuit, Arléa, récits, coll. La rencontre, 2024
- Ainsi parlait Simone Weil, dits et maximes, Arfuyen, 2024

## Traductions
- Le Mendiant de la beauté, Attila József, Le Temps des Cerises, 2014,  (ISBN 978-2-35821-075-1)
- Tous sports confondus, Frigyes Karinthy, Editions du Sonneur, 2014  (ISBN 978-2-916136-78-3)
- Propagande, Frigyes Karinthy, La Part Commune, 2016  (ISBN 978-2844183293)
- Venise, Desző Kosztolányi, Cambourakis, 2017  (ISBN 9782366242621)
- Filles, nuages et papillon, Sándor Weöres, Po&Psy érès, 2019  (ISBN 9782749262918)
- Ainsi parlait..., Virginia Woolf, Arfuyen, 2019  (ISBN 978-2-845-90287-9)
- Longjaunes son périple, Howard McCord (co-traduction avec Thierry Gillybœuf), La Barque en coédition avec La Grange Batelière, 2019  (ISBN 978-2-917504-33-8)
- Le Paradis est une lecture, Virginia Woolf, La Part Commune, 2019  (ISBN 2844183921)
- J'aime les animaux, Frigyes Karinthy, Cambourakis, 2019  (ISBN 978-2-36624-453-3)
- La poésie de la terre ne meurt jamais, John Keats (co-traduction avec Thierry Gillybœuf), Poésis éditions, 2021  (ISBN 978-2492239014)